# Pteretis japonica
Pteretis japonica là một loài dương xỉ trong họ Onocleaceae. Loài này được Ching mô tả khoa học đầu tiên năm 1945.
Danh pháp khoa học của loài này chưa được làm sáng tỏ. 